# بورکیتی (استان قراغندی)
بورکیتی (انگلیسی: Burkitty) یک شهرک در استان قراغندی کشور قزاقستان است.